# Psilopsocus
 Psilopsocus  (лат.) — род сеноедов, единственный в составе семейства Psilopsocidae из подотряда Psocomorpha. 8 видов.

## Описание
Мелкие сеноеды, длина тела 2,5–3,5 мм. Лапки трёхчлениковые. На переднем крыле имеется короткая шпорчатая жилка от заднего угла птеростигмы, а жилка Cua1 свободна от М. Крылья обычно испещрены мутными пятнами. Гипандрий слабо склеротизован, за исключением его дистального края, а фаллосома представляет собой простой каркас без парамеров.
Лациния с широкой вершиной с несколькими зубцами. Лапки 3-члениковые, коготки с предвершинным зубцом; пульвиллы широкие. Передние крылья голые. Птеростигма сильно расширена; R1 перед вершиной изогнута, что даёт сильно вогнутый задний край птеростигмы. Парапрокт самца с широким заострённым вершинным отростком. Гипандрий простой; со слегка утолщённым краем. Фаллосома замкнутая спереди и сзади, кольцеобразная, без свободных парамеров на вершине. Субгенитальная пластинка с удлинённой задней лопастью, несущей несколько сильных щетинок, расположенных симметрично. Гонапофизы полные. Брюшная створка длинная, заострённая; спинная створка широкая, сужающаяся до длинного заострённого отростка; наружная створка широкая, сильно щетинистая.
Вход в сперматеку со склерификаторами. Нимфы со сросшимися и склеротизованными задними сегментами брюшка, образующими жёсткий капсулярный задний отдел брюшка. Эпипрокт, парапрокт и анус в задне-вентральном положении, склеротизованы; эпипрокты и парапрокты, способные смыкаться и изолировать задний проход.
Это небольшое семейство, включающее один род и восемь названных видов, все из Малайзии, Новой Гвинеи (и близлежащих островов, Адмиралтейства и Мануса), Австралии и Филиппин (Lienhard and Smithers 2002). Виды обитают на ветвях деревьев. Нимфы Psilopsocus mimulus проникают в ветви растений, питаясь, по крайней мере частично, содержимым ветки
- Psilopsocus malayanus New & Lee, 1991
- Psilopsocus manus Smithers & Thornton, 1979[7]
- Psilopsocus marmoratus Smithers & Thornton, 1973[8]
- Psilopsocus mimulus Smithers, 1963
- Psilopsocus nebulosus Mockford, 1961
- Psilopsocus nigricornis Enderlein, 1903
- Psilopsocus parvus Smithers, 2003[9]
- Psilopsocus pulchripennis Smithers & Thornton, 1973